# 헬다이버즈
《헬다이버즈》(Helldivers)은 애로헤드 게임 스튜디오스가 개발하고 소니 컴퓨터 엔터테인먼트가 배급한 하향시점 진행형 슈팅 게임이다. 2015년 3월 플레이스테이션 3, 플레이스테이션 4 및 플레이스테이션 비타 플랫폼으로 발매됐다. 2015년 12월 7일, 마이크로소프트 윈도우판이 스팀으로 출시돼 소니가 윈도우로 발매한 최초의 게임이 됐다.
《스타쉽 트루퍼스》와 《에이리언 2》같은 밀리터리 SF에 영향을 받은 반이상향 세계를 무대로 플레이어는 은하전쟁에 참여해 임무를 수행한다. 세력최대 4인의 로컬 및 온라인 협동 플레이를 지원한다.
2024년에 후속작 《헬다이버즈 2》가 발매됐다.

## 반응
《헬다이버즈》는 리뷰 애그리게이터 웹사이트 메타크리틱에서 "대체적으로 긍정적인 평가"를 기록했다.